# Jonas Kamper
Jonas Kamper (* 3. Mai 1983 in Nörre Alslev) ist ein ehemaliger dänischer Fußballspieler und heutiger Fußballtrainer.
Seine Karriere im Erwachsenenbereich begann er bei Brøndby IF, wo er vier Jahre spielte und mit denen er unter anderem 2005 das Double gewann. Ab 2006 spielte Kamper dann in Deutschland für Arminia Bielefeld und absolvierte in der Bundesliga sowie in der 2. Bundesliga insgesamt 86 Spiele (zehn Tore). Er spielte vier Jahre in Deutschland und kehrte dann nach Dänemark zurück, wo er bis zu seinem Karriereende im Jahr 2018 sowohl für Randers FC als auch für Viborg FF spielte. Jonas Kamper war des Weiteren dänischer Nachwuchsnationalspieler – er ist bis heute Rekordspieler der U21-Nationalmannschaft – und spielte auch in einer Partie für die A-Nationalmannschaft der Dänen.
Seit 2024 ist er Co-Trainer beim AC Horsens.

## Karriere als Fußballspieler

### Verein

#### In Dänemark
Kamper begann mit dem Fußballspielen in der Jugend von Eskilstrup BK und wechselte später zu Nykøbing FA.
Der Mittelfeldspieler erhielt 2002 beim Erstligisten Brøndby IF seinen ersten Vertrag für eine erste Mannschaft. Der Verein war eine Saison zuvor dänischer Meister geworden und trat in der Saison 2002/03 in der Qualifikation zur Champions League an. Am 19. September 2002 absolvierte Kamper sein Europapokaldebüt, als er im Hinspiel der ersten Runde in der 50. Minute für Mattias Jonsson eingewechselt wurde; dies blieb sein einziger Einsatz im Wettbewerb. Am Ende der Saison standen für Kamper und für den damals von Michael Laudrup trainierten Verein die Vize-Meisterschaft und der Sieg im dänischen Pokalwettbewerb. In der Saison 2003/04 startete Brøndby IF als Pokalsieger und Vize-Meister in der Qualifikation zum UEFA-Pokal. Dort schied Kamper mit seiner Mannschaft in der dritten Runde gegen den FC Barcelona aus. Kamper kam in allen sechs Partien im Wettbewerb zum Einsatz. In der Liga belegte Brøndby IF erneut den zweiten Platz. In der Saison 2004/05 gewann er mit Brøndby das Double aus Meisterschaft und Pokalsieg. Vorher war Brøndby IF in der zweiten Qualifikationsrunde zum UEFA-Pokal gegen den FK Ventspils ausgeschieden. Als dänischer Meister nahm Brøndby IF an der Qualifikation zur Champions League teil; Kamper und seine Mannschaft schieden gegen Ajax Amsterdam aus. So spielte er mit Brøndby im UEFA-Pokal weiter und qualifizierte sich für die Gruppenphase, aus der man als Gruppenvierter ausschied. Im gesamten Wettbewerb kam Kamper zu drei Einsätzen. In der Liga wurde er mit seinem Klub erneut Vizemeister.

#### Arminia Bielefeld
Zur Saison 2006/07 wechselte er nach Deutschland in die Bundesliga zu Arminia Bielefeld. Das 1:1-Unentschieden am 12. August 2006 am ersten Spieltag im Auswärtsspiel gegen den Hamburger SV war Kampers erstes Pflichtspiel für die Ostwestfalen. Sein erster Treffer für die Bielefelder war der 2:1-Siegtreffer am 16. September 2006 am vierten Spieltag gegen den FC Bayern München, als er einen indirekten Freistoß ins Tor beförderte. In seiner ersten Spielzeit in Ostwestfalen kam Jonas Kamper in 29 von 34 Saisonspielen zum Einsatz, stand aber in nur 18 Partien in der Anfangself. Dabei schoss er sechs Tore und gab ebenso viele Vorlagen. Am Ende der Saison 2006/07 wurde Kamper von den Fans der Arminia zum „Arminen der Saison“ gewählt. In der folgenden Spielzeit war der Däne mit 31 Einsätzen (drei Tore, vier Vorlagen) öfters zum Einsatz gekommen, doch auch dieses Mal ist ihm nicht der Durchbruch gelungen, denn er spielte nur in 9 Spielen von Anfang an. Genau wie eine Saison vorher gelang Arminia Bielefeld der Klassenerhalt. Zum Ende der Saison 2008/09 folgte allerdings der Abstieg in die 2. Bundesliga. In dieser Spielzeit kam Kamper – auch wegen einer Gelb-Rot-Sperre sowie verletzungsbedingt – in nur 20 der 34 Spielen zum Einsatz und hatte in davon 10 Partien das Startelfmandat erhalten. Er blieb trotz des Ganges in die Zweitklassigkeit dem Verein treu, kam in der Zweitliga-Saison 2009/10 aber zu lediglich 6 Einsätzen und lief sogar für die zweite Mannschaft auf. Der Vertrag von Jonas Kamper lief im Sommer 2010 aus und da es nicht zu einer Verlängerung seines Kontraktes kam, folgte nach vier Jahren in Ostwestfalen sein Abgang.

#### Wieder in Dänemark
Im Juli 2010 wurde er mit dem niederländischen Erstligisten NEC Nijmegen in Verbindung gebracht. Bei diesem Verein absolvierte Kamper ein Probetraining und lief auch in einem Freundschaftsspiel auf, wobei ihm ein Tor gelang; eine Verpflichtung kam aus finanziellen Gründen nicht zustande. In der Folgezeit folgte die Rückkehr nach Dänemark, wo Jonas Kamper einen Dreijahresvertrag bei Randers FC unterschrieb. Zunächst ein Einwechselspieler, erkämpfte er sich später einen Stammplatz und wurde dabei meistens als rechter Mittelfeldspieler eingesetzt. In 26 Punktspielen gelangen Jonas Kamper zwei Torvorlagen und sieben selbst erzielte Tore, allerdings konnte er den Abstieg aus der Superligaen nicht verhindern. Er blieb Randers FC treu und kam in der Zweitliga-Saison 2011/12 zu 24 Einsätzen, wobei ihm zwei Tore sowie vier Vorlagen gelangen; seinem Verein gelang in der Folge der sofortige Wiederaufstieg. Zurück im dänischen Oberhaus, war Kamper weiterhin als rechter Mittelfeldspieler Stammspieler und trug mit sieben Torbeteiligungen (vier Vorlagen, drei Tore) zum Klassenerhalt von Randers FC bei. Des Weiteren erreichte der Verein im dänischen Pokal das Finale, wo man sich allerdings Esbjerg fB mit 0:1 geschlagen geben musste. Zwischenzeitlich wurde zudem sein Vertrag bis Sommer 2015 verlängert. Am 27. Oktober 2013 wurde Jonas Kamper beim 1:1-Unentschieden am 13. Spieltag gegen den FC Kopenhagen in der 38. Minute wegen Problemen an der Achillessehne ausgewechselt. Er feierte seine Rückkehr schließlich am 2. März 2014 bei einer 0:1-Niederlage am 20. Spieltag gegen seinen ehemaligen Verein Brøndby IF. Ungeachtet dessen blieb Jonas Kamper als rechter Mittelfeldspieler weiterhin Stammspieler. Während der Saison 2014/15 verlor Kamper seinen Stammplatz und er wurde Anfang 2015 mit einem Wechsel in die nordamerikanische Profiliga Major League Soccer zu Seattle Sounders in Verbindung gebracht, allerdings kam ein Wechsel nicht zustande. Im Sommer 2015 folgte schließlich nach fünf Jahren Vereinszugehörigkeit der Abgang.
Zur Saison 2015/16 wechselte Kamper zu Viborg FF; er erhielt zunächst einen Einjahresvertrag. Sofort hatte er als rechter Mittelfeldspieler einen Stammplatz inne und trug mit sechs Toren sowie ebenfalls sechs Vorlagen zum Klassenerhalt des Aufsteigers bei. Bereits im April 2016 verlängerte Jonas Kamper seine Vertragslaufzeit um ein weiteres Jahr, musste mit Viborg FF allerdings aus der Superligaen absteigen, womit er zum dritten Mal in seiner Karriere (nach 2009 und 2011) den Gang aus der Erstklassigkeit in eine zweite Liga antreten musste. Er blieb noch ein weiteres Jahr und absolvierte 17 Spiele (drei Tore) in der dänischen Zweitklassigkeit. Daraufhin beendete Kamper seine aktive Karriere.

### Nationalmannschaft
Kamper hat 39 Einsätze als dänischer U-21-Nationalspieler vorzuweisen. Er nahm an der U-21-Europameisterschaft 2006 in Portugal teil.
Am 15. November 2006 gab er sein Debüt im dänischen A-Nationalteam. Im Spiel im Stadion Juliska in Prag gegen Tschechien (1:1) wurde er von Beginn an eingesetzt.

## Karriere als Trainer
Nach seiner Spielerkarriere war Jonas Kamper für Randers FC tätig. Im Juli 2021 wurde er U19-Trainer bei Kolding IF. Dieses Amt bekleidete Kamper drei Jahre und erweckte dann das Interesse anderer Klubs. Im Juni 2024 wurde er Co-Trainer vom AC Horsens, wo er seinem ehemaligen Brøndby-IF-Kollegen Martin Retov assistierte. Auch nach der Entlassung von Retov blieb Jonas Kamper Co-Trainer des Vereins, denn er gehört derzeit auch unter Martin Retovs Nachfolger David Nielsen zum Trainerstab.

## Erfolge
- Dänischer Meister: 2005
- Dänischer Pokalsieger: 2003, 2005